# Vong ngôn
Vong ngôn hay thất ngôn, mất khả năng ngôn ngữ (tiếng Anh: aphasia, bắt nguồn từ tiếng Hy Lạp, aphatos: 'mất ngôn ngữ') là mất khả năng tạo và thấu hiểu ngôn ngữ, xuất phát từ các tổn thương tại não ở những vùng phụ trách các chức năng này, như vùng Broca, đảm nhiệm chức năng tạo dựng ngôn ngữ, hay vùng Wernicke, đảm nhiệm chức năng diễn đạt ngôn ngữ. Đây không phải là sự thiếu hụt về các chức năng tri giác, trí tuệ, hay tâm lý, cũng không phải là do suy yếu cơ bắp hay do rối loạn nhận thức.
Loạn ngôn hay rối loạn khả năng ngôn ngữ (Dysphasia) là sự trục trặc ngôn ngữ nhưng không phải mất đi khả năng diễn đạt bằng ngôn ngữ và thấu hiểu ngôn ngữ. Thuật ngữ dysphasia ít được biết đến vì sự phổ biến của thuật ngữ vong ngôn đặc biệt là trong các lĩnh vực nghiên cứu về các tổn thương tiếng nói và ngôn ngữ, nên không thể nhầm lẫn với các trục trặc ngôn ngữ vì khó nuốt do một căn bệnh nào đó gây ra.
Tùy thuộc vào vùng não và mức độ thiệt hại, người bị vong ngôn có thể có khả năng nói nhưng không thể viết, hoặc ngược lại, mất đi khả năng thể hiện năng lực ngôn ngữ trên một diện rộng, như có thể hát nhưng lại không nói được. Vong ngôn có thể đi đôi với các rối loạn ngôn ngữ khác như loạn vận ngôn (dysarthria) hoặc mất phối hợp động tác (apraxia), cùng là hệ quả từ các tổn thương tại não.
Vong ngôn có thể nhận diện được bằng những cách khác nhau, từ những phương pháp khám nghiệm nhanh cạnh giường bệnh cho đến những việc tiêu tốn năng lượng trong đó kiểm tra các nhân tố then chốt về ngôn ngữ và năng lực giao tiếp. Bệnh chứng và khả năng hồi phục của những người bị vong ngôn rất khác nhau, tùy thuộc vào độ tuổi, vị trí và mức độ tổn thương, và dạng vong ngôn.

## Nguyên nhân
Vong ngôn thường là hệ quả từ các tổn thương đến các trung tâm ngôn ngữ của não bộ, ví dụ như vùng Broca. Các vùng này gần như luôn nằm trong bán cầu não trái, và đối với hầu hết mọi người đây là nơi phát tiết ra khả năng sản xuất và thấu hiểu ngôn ngữ. Tuy nhiên, với thiểu số người, khả năng ngôn ngữ được đảm nhiệm bởi bán cầu não phải. Trong cả hai trường hợp, thiệt hại cho các vùng ngôn ngữ này có thể được gây ra bởi các tổn thương tại não. Phần lớn các trường hợp là do xuất huyết não, tụ máu não, có nguồn gốc từ các khối u não hay tai nạn.
Vong ngôn cũng có thể phát triển chậm, như trường hợp của khối u não, hay từ những bệnh thần kinh ác tính như Alzheimer hay Parkinson. Nó cũng có thể được gây ra bởi chảy máu não đột ngột. Một số rối loạn thần kinh mãn tính, chẳng hạn như động kinh hay đau nửa đầu, can also include transient vong ngôn as a prodromal hoặc triệu chứng tái diễn. Vong ngôn is also listed as a rare side effect of the fentanyl patch, an opioid used to control chronic pain.

## Triệu chứng
Một trong những triệu chứng dưới đây có thể là biểu hiện lâm sàng của vong ngôn:
- năng lực thấu hiểu ngôn ngữ yếu kém
- mất khả năng phát âm, không phải do cơ họng bị tổn thương hay suy yếu
- mất khả năng nói chuyện một cách tự nhiên
- mất khả năng dùng từ ngữ
- mất khả năng gọi tên sự vật
- phát âm các từ thiếu rõ ràng
- sử dụng quá nhiều những từ tự tạo
- mất khả năng lặp lại câu
- tiếp tục lặp lại các câu
- loạn ngôn (paraphasia, thay thế các chữ cái, vần hoặc từ)
- mất ngữ pháp (agrammatism, mất khả năng nói đúng ngữ pháp như thường)
- dysprosody (thay đổi trong thanh âm, ngữ điệu)
- dùng câu không đầy đủ
- mất khả năng đọc
- mất khả năng viết

### Handbooks
- Primary Progressive Vong ngôn (PPA) Handbook (Northwestern University)
- Handbook of Speech-Language, Pathology, and Audiology
- Reference manual for communicative sciences and disorders: speech and language

### Bibliographic Databases
- MLA International Bibliography
- Linguistics Abstracts Online
- Linguistics and Language Behavior Abstracts
- Encyclopedia of the Human Brain
- PsycINFO

### Specialized Bibliographies
- MD Consult
- Psychology and Behavioral Sciences Collection
- Health Reference Complete (Academic)